# Triflusal
Triflusal là một chất ức chế kết tập tiểu cầu được phát hiện và phát triển trong Phòng thí nghiệm Uriach, và được thương mại hóa ở Tây Ban Nha từ năm 1981. Hiện tại, nó có sẵn ở 25 quốc gia ở Châu Âu, Châu Á, Châu Phi và Châu Mỹ. Nó là một loại thuốc thuộc họ salicylate nhưng nó không phải là dẫn xuất của axit acetylsalicylic (ASA). Tên thương mại bao gồm Disgren, Grendis, Aflen và Triflux.

## Cơ chế tác dụng
Triflusal là một thuốc chống tiểu cầu chọn lọc thông qua:
- ngăn chặn cyclooxygenase ức chế thromboxane A2, ngăn ngừa tập hợp
- giữ gìn mạch prostacyclin, từ đó thúc đẩy tác dụng chống aggregant
- ngăn chặn phosphodiesterase do đó làm tăng nồng độ cAMP, do đó phát huy tác dụng chống tổng hợp do ức chế huy động calci

## Chỉ định
Triflusal được chỉ định cho các trường hợp:
- Phòng ngừa các biến cố tim mạch như đột quỵ
- Điều trị cấp tính nhồi máu não, nhồi máu cơ tim
- Huyết khối do rung nhĩ

## Phòng ngừa đột quỵ
Trong hướng dẫn năm 2008 về quản lý đột quỵ từ Tổ chức Đột quỵ Châu Âu, triflusal lần đầu tiên được đề xuất là liệu pháp đơn độc, như là một thay thế cho axit acetylsalicylic cộng với dipyridamole, hoặc clopidogrel đơn thuần để phòng ngừa đột quỵ do xơ vữa động mạch. Khuyến cáo này dựa trên các thử nghiệm TACIP và TAPIRSS mù đôi, ngẫu nhiên, cho thấy triflusal có hiệu quả tương đương với Aspirin trong việc ngăn ngừa các biến cố mạch máu sau đột quỵ, trong khi có hồ sơ an toàn thuận lợi hơn.

## Dược động học
Nó được hấp thu ở ruột non và khả dụng sinh học của nó dao động từ 83% đến 100%.